# Бранище
Бранище е село в Североизточна България. То се намира в община Добричка, област Добрич.

## География
Селото се намира в един от най-плодородните райони на България – Дунавската равнина, на 2 км южно от гр. Добрич и на 38 км от Черно море. На югоизток от Бранище се намират курортите Албена, Балчик, Кранево и Златни пясъци.

## Население
Преброяване на населението през 2011 г.
Численост и дял на етническите групи според преброяването на населението през 2011 г.:
|                     | Численост | Дял (в %) |
| Общо                | 394       | 100,00    |
| Българи             | 316       | 80,20     |
| Турци               | 36        | 9,13      |
| Цигани              | 12        | 3,04      |
| Други               | 3         | 0,76      |
| Не се самоопределят | 12        | 3,04      |
| Неотговорили        | 15        | 3,80      |